# Abacaria picea
Abacaria picea är en nattsländeart som först beskrevs av Brauer 1867.  Abacaria picea ingår i släktet Abacaria och familjen ryssjenattsländor. Inga underarter finns listade i Catalogue of Life.